# Мост Джабера
Мост имени Шейха Джабера аль-Ахмеда ас-Сабаха (араб. جسر الشيخ جابر الأحمد الصباح‎) — автомобильный мост в Кувейте, через залив Кувейт, часть Персидского залива. Один из крупнейших инфраструктурных проектов в регионе Совета сотрудничества арабских государств Персидского залива. Заказчиком проекта является Министерство общественных работ Кувейта. Длина 48,53 километров, мост претендует на звание самого длинного моста через водные пространства в мире. Назван в честь Джабера аль-Ахмеда аль-Джабера ас-Сабаха, эмира Кувейта в 1977—2006 гг. Контракт на 2,6 миллиарда долларов США с корейской корпорацией Hyundai (подразделением Hyundai E&C) и местной компанией Combined Group был подписан в ноябре 2012 года, строительство было завершено 1 мая 2019 года. Доля корейского подрядчика составляет 78 % (2,06 млрд долларов США), это крупнейший строительный проект корейской корпорации со строительства Великой рукотворной реки в Ливии в 1984 году. До его завершения самым длинным мостом через водные пространства являлся Циндаоский мост через залив длиной почти 42 километра. Мост состоит из двух частей. Основной мост длиной 36,1 километра связывает пригород Эш-Шувайх, индустриальную зону столичного города Эль-Кувейт и порт Эш-Шувайх с местностью Эс-Сабия на противоположном, северном берегу Кувейт, где запланировано строительство города Эс-Сабия. Длина морской мостовой конструкции составляет 27 километров. Второй мост длиной 12,4 километра соединит Эш-Шувайх и пригород Доха в южной части залива Кувейт у входа в бухту Сулайбихат. В каждом направлении — три полосы движения и аварийная полоса. В состав моста входят два искусственных острова — Южный и Северный. Для прохода судов сооружён канатный висячий мост длиной 340 метров.
В Эс-Сабия на северном побережье залива Кувейт находится крупная тепловая электростанция и опреснительная установка. В местности Каср-эс-Сабия (от араб. قصر‎ — крепость) находились руины форта, который охранял вход в пролив Хор-эс-Сабия.
Город Эс-Сабия или Мадинат аль-Харир («Город шёлка») намечено основать на побережье Персидского залива, в 80 километрах к северу от столицы, напротив юго-западной оконечности острова Бубиян. В Эс-Сабии планируется строительство 1001-метрового небоскрёба Бурдж Мубарак аль-Кабир. Эс-Сабию было намечено основать ещё в 1980-е годы. Строительство города должно было начаться в 1986 году, а заселение — с 1987 года. В 1990 году был утверждён генеральный план города Сабия. В 2006 году генеральный план был пересмотрен в связи с запланированным строительством моста через залив Кувейт, морского порта на острове Бубиян и железнодорожного узла.